# McLean (Saskatchewan)
McLean es un pueblo canadiense situado en la provincia de Saskatchewan.

## Superficie
McLean tiene una superficie de 1,32 km².

## Demografía
En 2021, tenía 392 habitantes, una densidad poblacional de 295,9 hab./km², y 156 viviendas.